# Четверной союз 1718 года
Четверной союз 1718 года (англ. quadruple alliance, нем. Quadrupel Allianz) — военный союз Франции, Великобритании, Республики Соединённых провинций и Австрии, подписанный в Лондоне 2 августа 1718 года.
После Войны за испанское наследство Хулио Альберони, министр короля Испании Филиппа V, стремился вернуть утраченное Испанией значение и, в частности, возвратить уступленные Австрии итальянские провинции. Воинственные замыслы Альберони побудили Францию, Британию и Республику Соединённых провинций заключить Тройственный альянс (1717) для сохранения условий Утрехтского мира. В 1718 году к этому союзу присоединилась Австрия, почему он и получил название Четверного союза.
Условия этого союза были следующие: Австрия меняла принадлежавшую ей Сардинию на уступленную Савойе после Войны за испанское наследство Сицилию. Герцогства Парма и Тоскана после прекращения царствовавших там династий переходили к сыну Филиппа V, инфанту дону Карлосу. Карл VI должен был отказаться от прав на испанский престол, а Филипп V — от прав на итальянские провинции. В случае несогласия Испании на эти условия державы решили принудить её силой. Отказ со стороны Испании привел к войне, в которой Испания оказалась не в силах бороться с четырьмя державами сразу. Филипп V дал отставку Альберони, согласился на предложенные условия и присоединился к Четверному союзу.